# Nenet (ägyptische Mythologie)
Die Himmels- und Muttergöttin Nenet verkörpert in der ägyptischen Mythologie den in der zwölften Nachtstunde kurz vor Sonnenaufgang neu geborenen Morgenhimmel. Im Amduat tritt Nenet als dritte von vier Gottheiten ebenfalls während der zwölften Nachtstunde in Erscheinung.

## Darstellung
Ihre Darstellung erfolgte menschen- oder tiergestaltig, im Neuen Reich wahlweise als Mumie mit Falkenkopf oder als eine Göttin mit einem in den Händen haltenden Anchzeichen sowie einem Was-Zepter. 

## Bedeutung
Nenet steht seit den Pyramidentexten in Verbindung mit dem Himmelsaufstieg des Königs. Im Neuen Reich steigt der Verstorbene zu ihr hinab. Während der griechisch-römischen Zeit fungiert Nenet als Mutter des Sonnengottes. Sie vereint die Knochen des Verstorbenen in ihrem Namen als Vorbereitung der Geburt des Sonnengottes. Nenet ist der Himmel, aus welchem die Sonnenscheibe aufgeht.